# Dobšice (Bezdědovice)
Dobšice [dɔbʃɪt͡sɛ] (deutsch Dobschitz) ist ein Ortsteil der Gemeinde Bezdědovice in Tschechien. Er liegt vier Kilometer nordöstlich von Blatná in Südböhmen und gehört zum Okres Strakonice.

## Geographie

### Geographische Lage
Dobšice befindet sich auf einer Anhöhe rechtsseitig über dem Quellgrund des Baches Paštický potok im Hügelland Blatenská pahorkatina. Nördlich erhebt sich der Málkovský vrch (544 m), im Südosten der U Skály (503 m), südwestlich die Dubiny (529 m), im Westen der Zelený vrch (522 m) sowie nordwestlich die Březová hora (495 m) und der Hlíniční vrch (536 m). Gegen Südosten liegen die Teiche Silnický rybník und Bouček.

### Gemeindegliederung
Der Ortsteil Dobšice ist Teil des Katastralbezirkes Bezdědovice.

### Nachbargemeinden
Nachbarorte sind Závišín, Ovčín, Bělčice, Starý Dvůr und Drahenický Málkov im Norden, Nový Dvůr, Černívsko und Chobot im Nordosten, Střížovice und Újezd u Skaličan im Osten, Dvořetice, Laciná, Václavov und  Skaličany im Südosten, Paštiky und Blatná im Süden, Bezdědovice, Řečice, Chlum und Hajany im Südwesten, Lnáře im Westen sowie Kocelovice, Nový Dvůr, Paračov, Hornosín und Lopatárna im Nordwesten.

## Geschichte
Archäologische Funde belegen eine frühzeitliche Besiedlung der Gegend. In den Hügeln linksseitig des Závišínský potok wurden zu Beginn des 20. Jahrhunderts durch den Lehrer Josef Siblík aus Blatná Brandgräber mit verschiedenen Beigaben aus der späten Hallstattzeit aufgefunden. An der Březová hora sowie in der Flur V chlumských obcinách westlich von Dobšice befinden sich aus Steinen und Lehm errichtete Gruppen von Hügelgräbern der frühen Latènezeit. Im 1. Jahrhundert v. Chr. befand sich in der Flur V chlumských obcinách eine keltische Siedlung, von der Siblík die Reste von acht Hütten, die zugleich zum Wohnen und als Werkstätten für Eisenwaren, Schmuck und Wirtelsteine genutzt wurden, freilegte. Es wird angenommen, dass bereits die Kelten im Závišínský potok nach Gold seiften. Untersuchungen der zahlreichen Raithalden im Tal zwischen Závišín und Bezdědovice ergaben, dass diese wahrscheinlich nicht aus dem Mittelalter stammen, sondern älter sind. Nach dem Beginn der Zeitrechnung verdrängten germanische Siedler die Kelten. Nachweis für eine Besiedlung der Gegend zu jener Zeit ist eine 1925 auf einem Feld bei Bezdědovice gefundene römische Münze, die der Regentschaft Kaiser Konstantin II. oder seines Sohnes Constans zwischen 337 und 350 zuzuordnen ist. Im 8. und 9. Jahrhundert besiedelten Slawen die Gegend, aus dieser stammen kleine Gruppen von Hügelgräbern am Hliniční vrch und in den Wäldern U bílých kamenů und Na Staré mýti.
Die erste Erwähnung eines Dorfes Dobšice erfolgte in einer Urkunde des Břeněk von Strakonitz vom Ende des 14. Jahrhunderts. Es wird vermutet, dass das Dorf im 15. Jahrhundert erlosch, jedoch wurde es in nachfolgender Zeit in Besitzurkunden der Herrschaft Blatná auch nicht als Wüstung erwähnt. Im Wald Býčín (Bejčin) zwischen Dobšice und Chlum befand sich Mittelalter das Dorf Bayczyn; dieses wurde 1542 unter den Besitzungen der Herrschaft Schlüsselburg als wüstes Dorf mit Wäldern, Wiesen und einem Bach aufgeführt.
Die Gründung des heutigen Dorfes erfolgte 17. Jahrhundert; Profous vertritt die Ansicht, dass Dobšice nicht wiederbesiedelt wurde, sondern erst zu dieser Zeit entstanden ist. In der berní rula von 1654 sind für Dobšice drei Chaluppen ausgewiesen. Seit 1668 ist in Dobšice ein Richter nachweisbar. Im Jahre 1709 erwarb Josef Graf Serényi von Kis-Serény die Herrschaft Blatná. 1719 bestand Dobšice aus einem Freigut, einer herrschaftlichen Schänke und acht Chaluppen. 1798 erwarben die Freiherren Hildprandt von und zu Ottenhausen die Herrschaft Blatná. Paštiky war Sitz eines Richters, dem auch niedere Gerichtsbarkeit über Bezdědovice oblag. Im Jahre 1837 bestand Dobschitz /  Dobžice aus 22 Häusern mit 141 Einwohnern. Pfarrort war Blatna. Bis zur Mitte des 19. Jahrhunderts blieb Dobschitz immer der Herrschaft Blatná untertänig.
Nach der Aufhebung der Patrimonialherrschaften bildete Dobšice / Dobschitz ab 1850 einen Ortsteil der Gemeinde Paštiky in der Bezirkshauptmannschaft und dem Gerichtsbezirk Blatná. Die neue Eisenbahnverbindung Březnice–Strakonice begünstigte um die Jahrhundertwende den Betrieb zahlreicher Steinbrüche um Blatná; am Westhang der Dubiny wurde der Granitbruch Dubinská skála betrieben.
Im Jahre 1914 bestand Dobšice aus 28 Häusern, in denen 150 Personen lebten. Im Jahre 1948 erfolgte die Umbenennung der Gemeinde Paštiky in Bezdědovice. Im Zuge der Aufhebung des Okres Blatná wurde Dobšice 1960 dem Okres Strakonice zugeordnet. Am 1. Jänner 1974 erfolgte die Eingemeindung nach Blatná. 1988 lebten in Dobšice 20 Menschen. Bezdědovice, Dobšice und Paštiky lösten sich am 24. November 1990 wieder von Blatná los und bildeten die Gemeinde Bezdědovice. Im Jahre 1990 hatte Dobšice 28 Einwohner, beim Zensus von 2001 wurden 35 Einwohner und 29 Wohnhäuser gezählt.

## Kultur und Sehenswürdigkeiten
- Kapelle